# Přízeř
Přízeř je vesnice, část města Rožmberk nad Vltavou v okrese Český Krumlov. Nachází se asi 2 km na západ od Rožmberka nad Vltavou. Je zde evidováno 63 adres. Přízeř leží v katastrálním území Horní Jílovice o rozloze 16,84 km².

## Historie
První písemná zmínka o vesnici pochází z roku 1379.
K Rožmberku nad Vltavou je připojena od roku 1950. Dříve byla součástí obce České Jílovice, zaniklé v 50. letech 20. století. V osadě sídlí sbor dobrovolných hasičů pro Rožmberk nad Vltavou, který zasahoval např. při tragické nehodě autobusu u Nažidel v březnu 2003. K zaniklé obci České Jílovice patřila i samota Studenec s památkově chráněnou kaplí svaté Anny s bývalými lázněmi a křížovou cestou s kamennými schody.

## Přírodní poměry
V katastrálním území Horní Jílovice, severovýchodně od Přízeře, leží přírodní rezervace Český Jílovec.

## Galerie

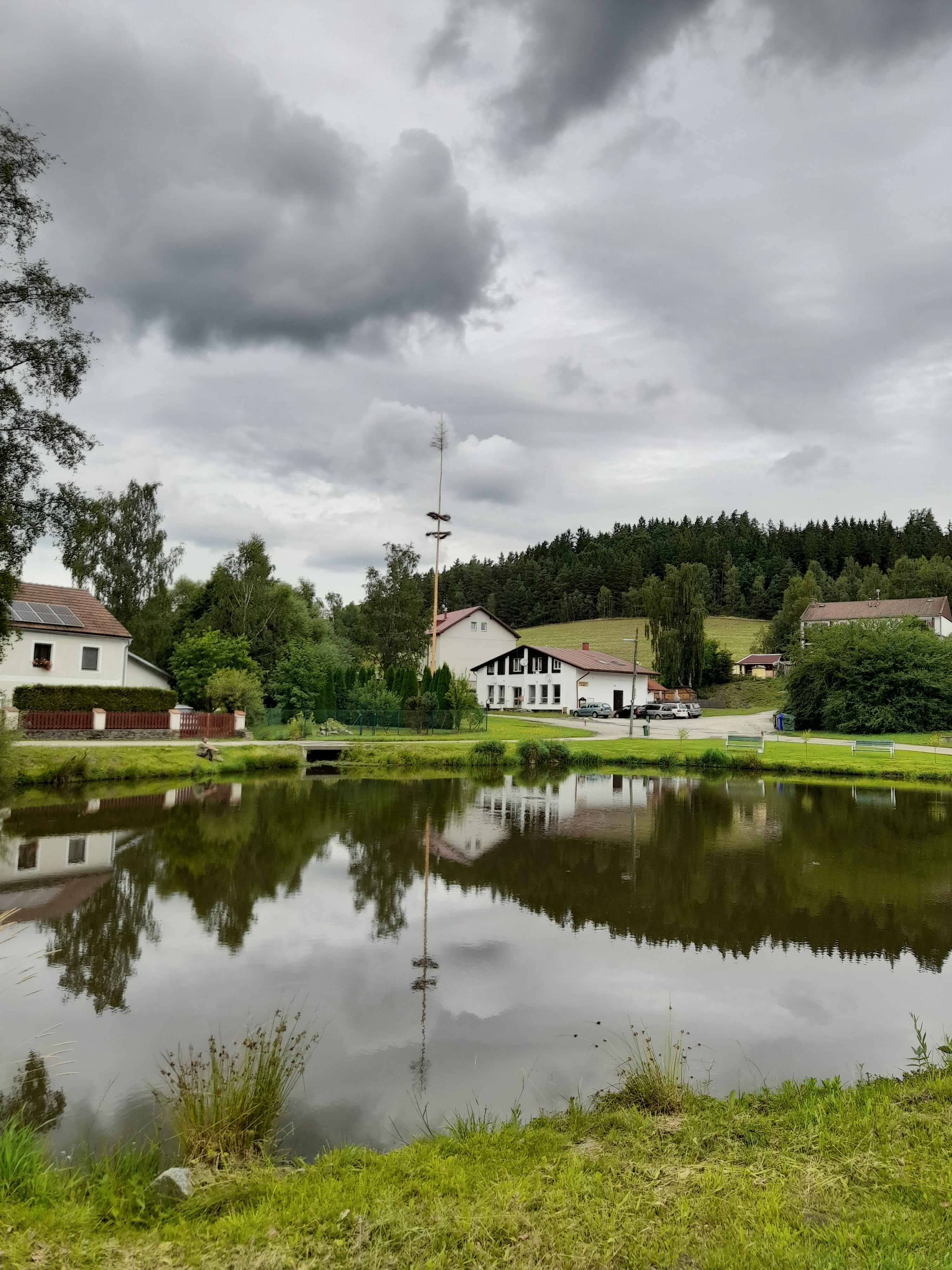
Návesní rybník
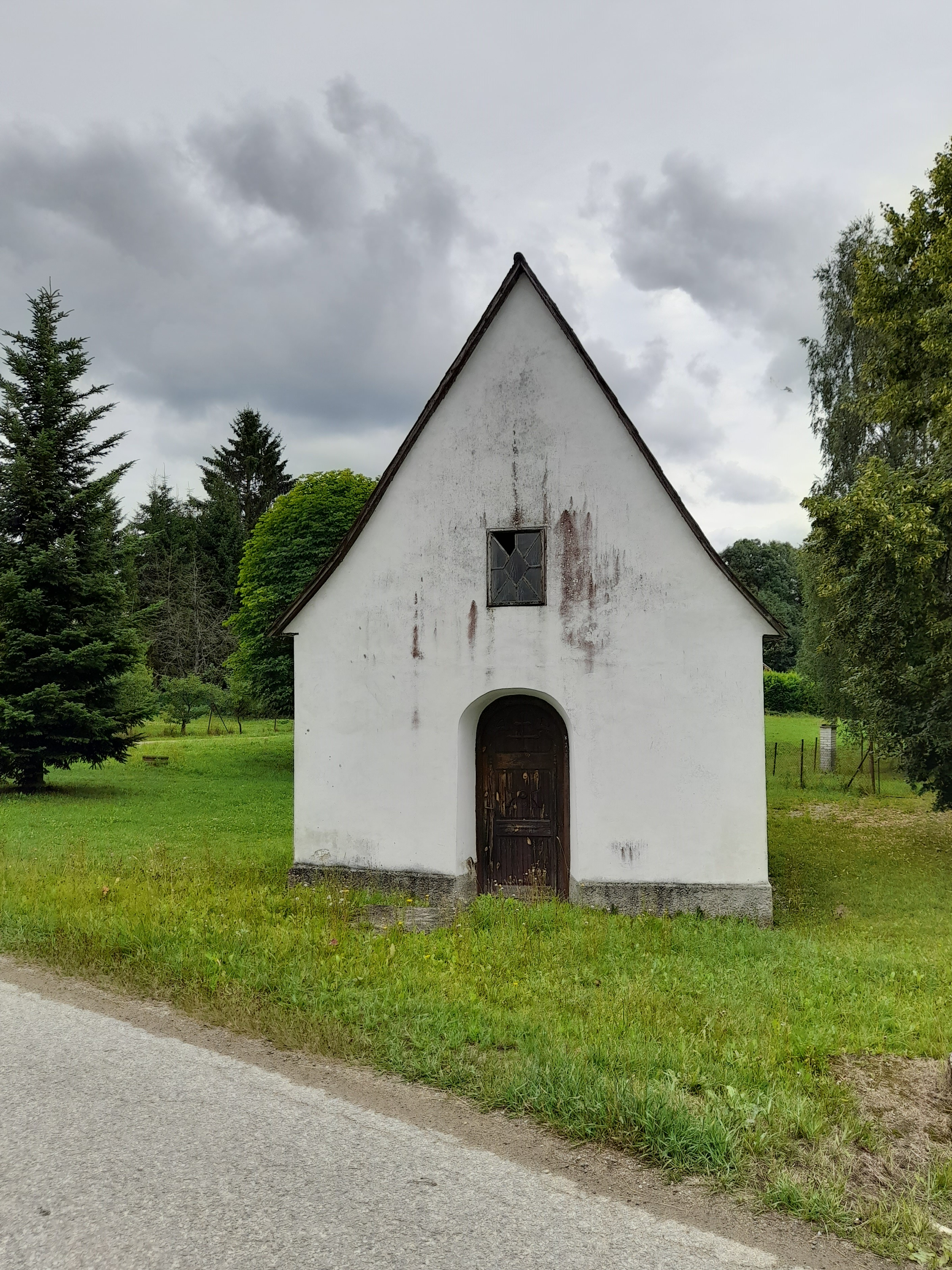
Kaple
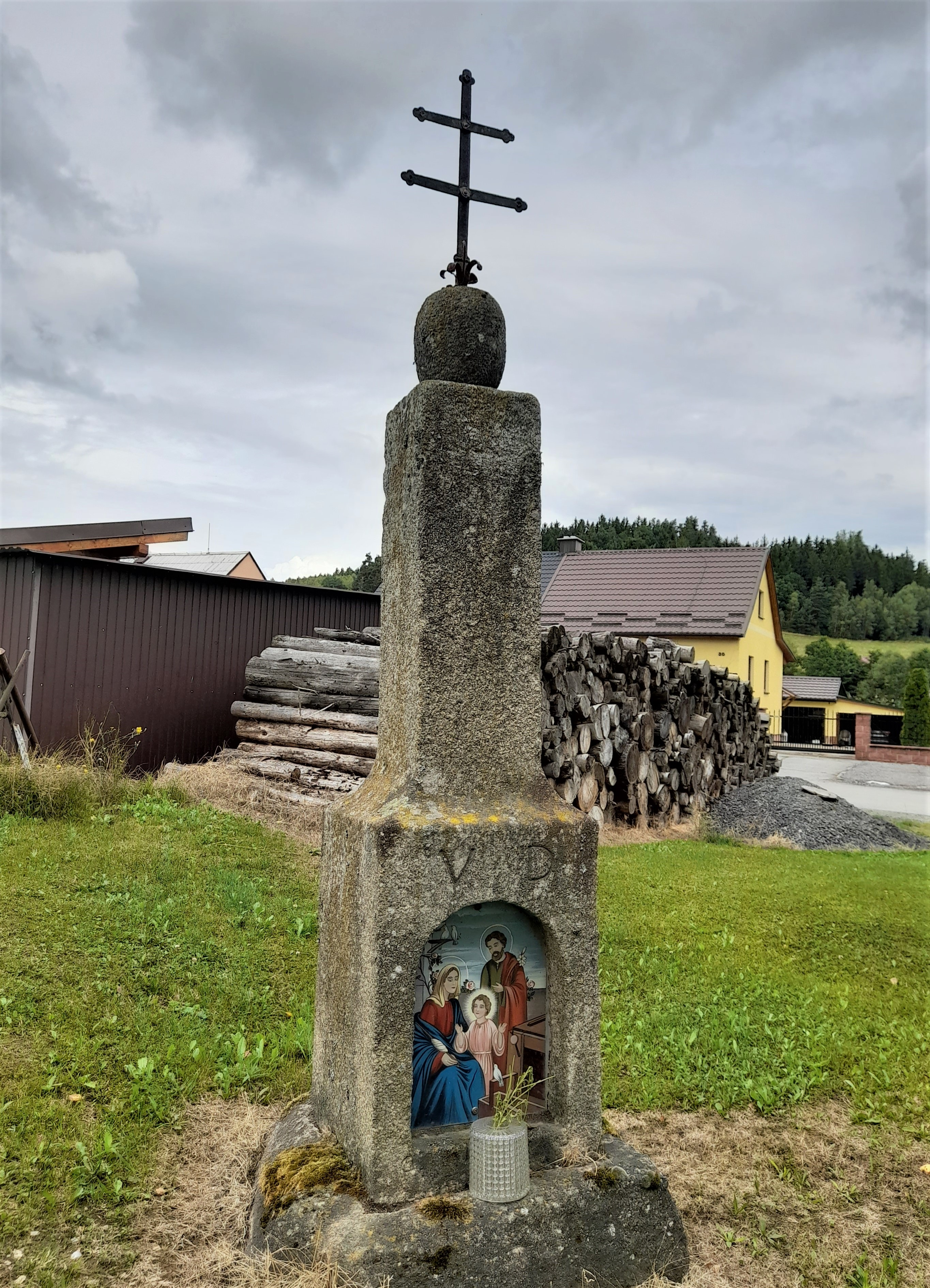
Kříž na západní straně
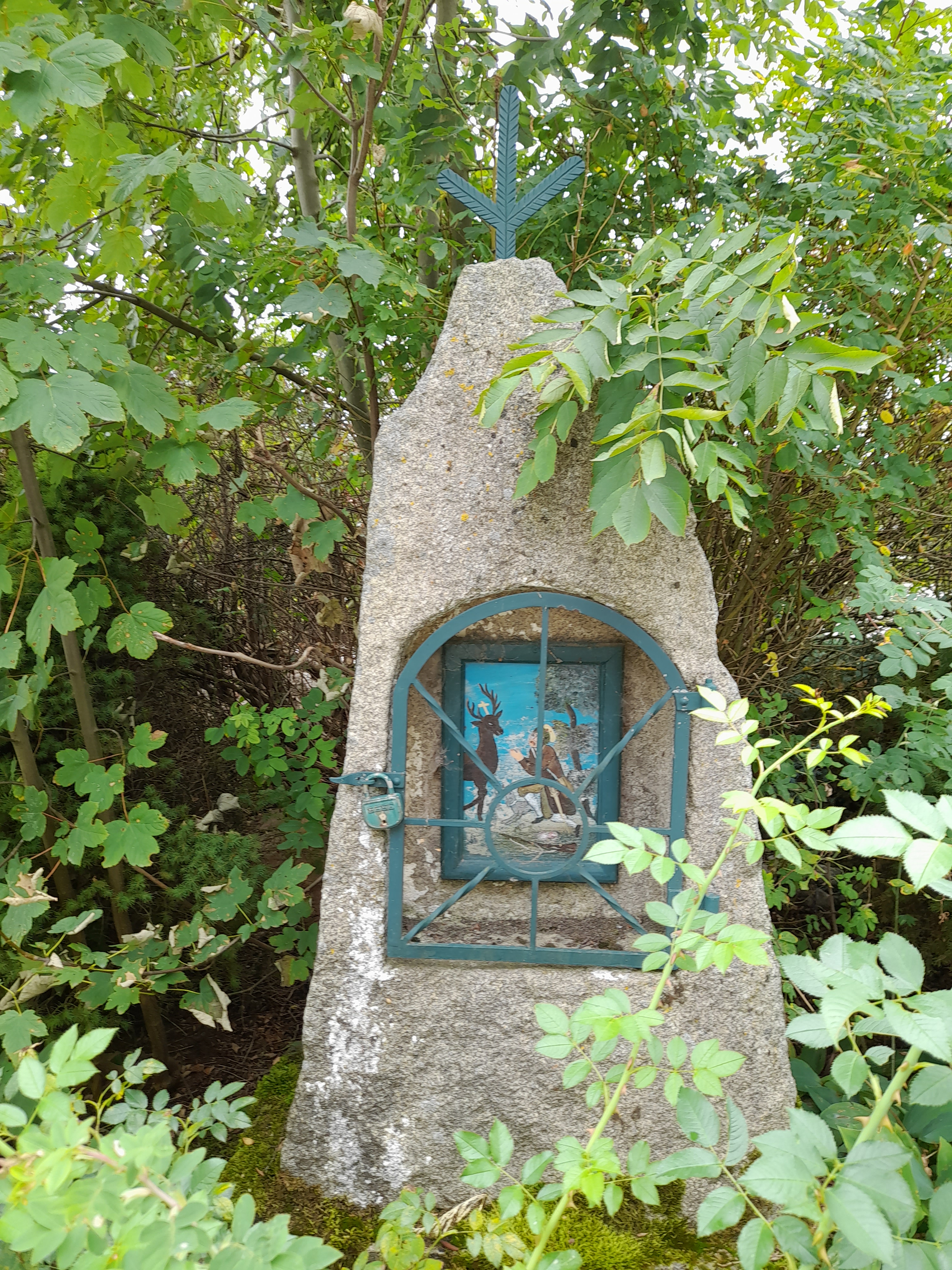
Pomník
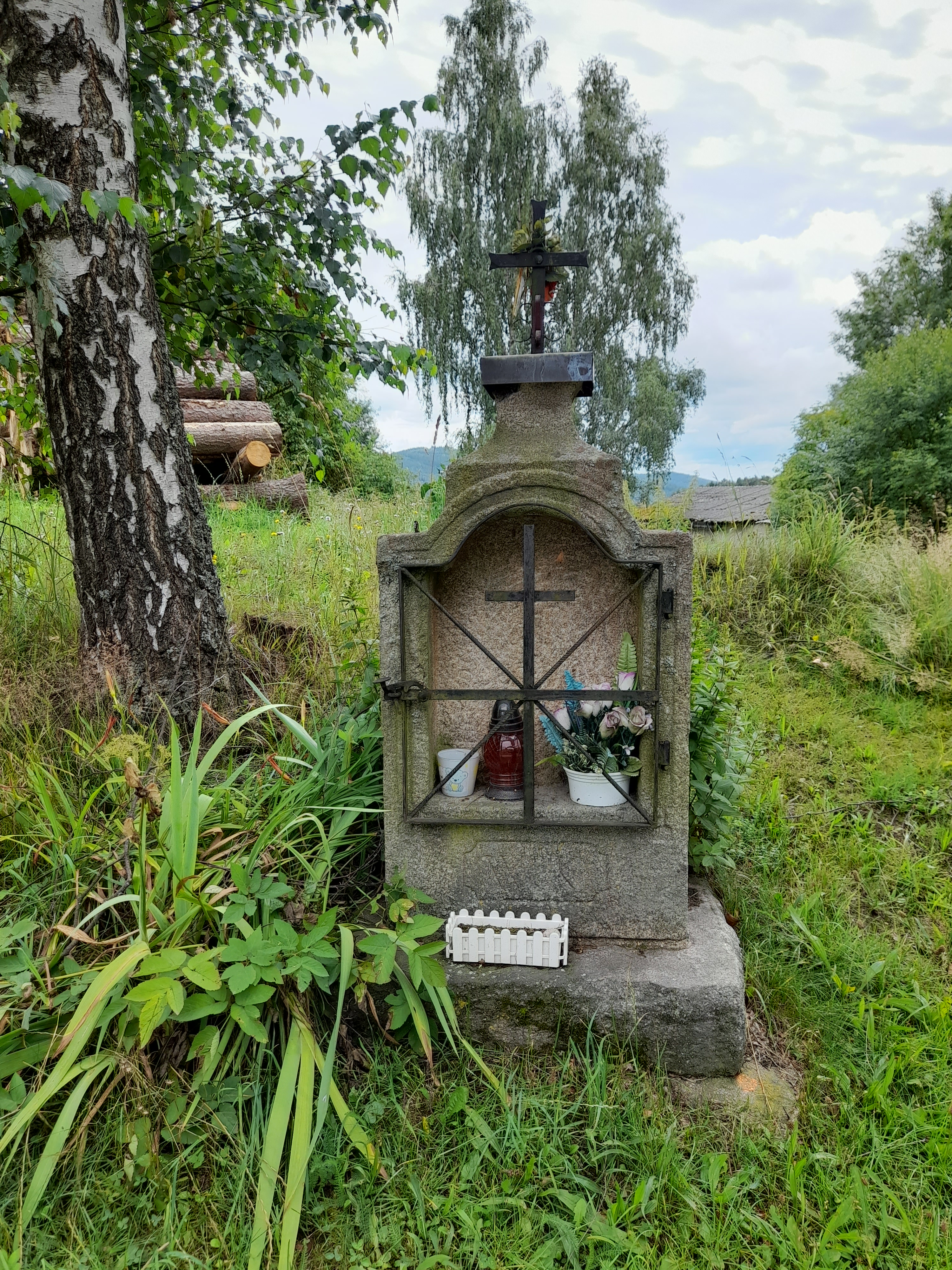
Kříž na východní straně